# Eastover (Carolina del Sur)
Eastover es un pueblo ubicado en el Condado de Richland en el estado estadounidense de Carolina del Sur. El pueblo en el año 2010 tiene una población de 2.870 habitantes en una superficie de 3.2 km², con una densidad poblacional de 258.4 personas por km². 

## Geografía
Eastover se encuentra ubicado en las coordenadas 33°52′39″N 80°41′41″O / 33.87750, -80.69472. Según la Oficina del Censo, el pueblo tiene un área total de 3,2 km² (1,2 mi²), de la cual 3,2 km² (1,2 mi²) es tierra y 0 km² (0 mi²) (0.0%) es agua.

## Demografía
En el 2000 la renta per cápita promedia del hogar era de $20.114, y el ingreso promedio para una familia era de $19.844. El ingreso per cápita para la localidad era de $9.304. En 2000 los hombres tenían un ingreso per cápita de $23.250 contra $17.875 para las mujeres. Alrededor del 37.30% de la población estaba bajo el umbral de pobreza nacional. 